# 野沢温泉スキー場

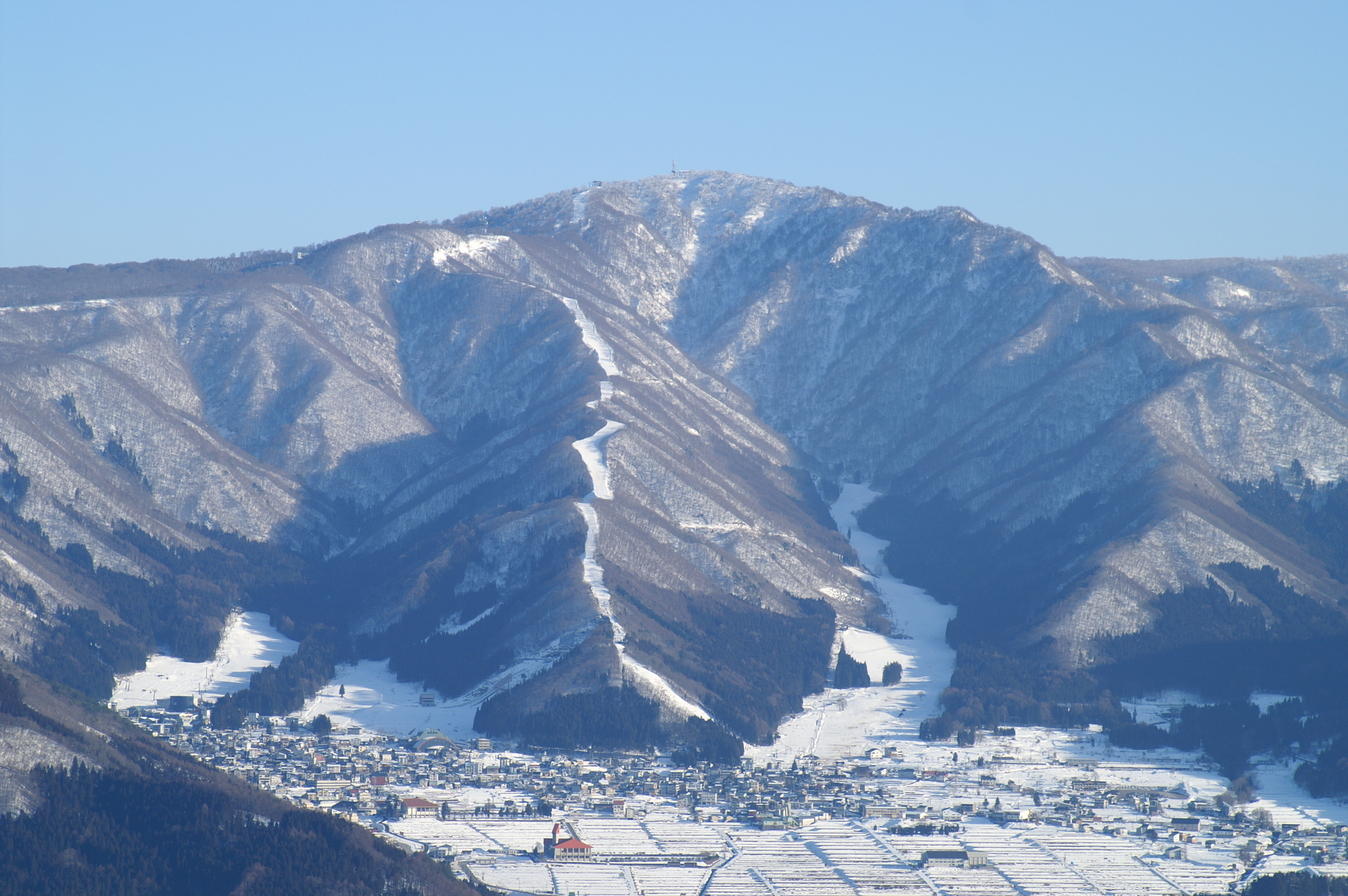
毛無山と野沢温泉スキー場を北西から望む（尾根のコースはスカイラインコース）

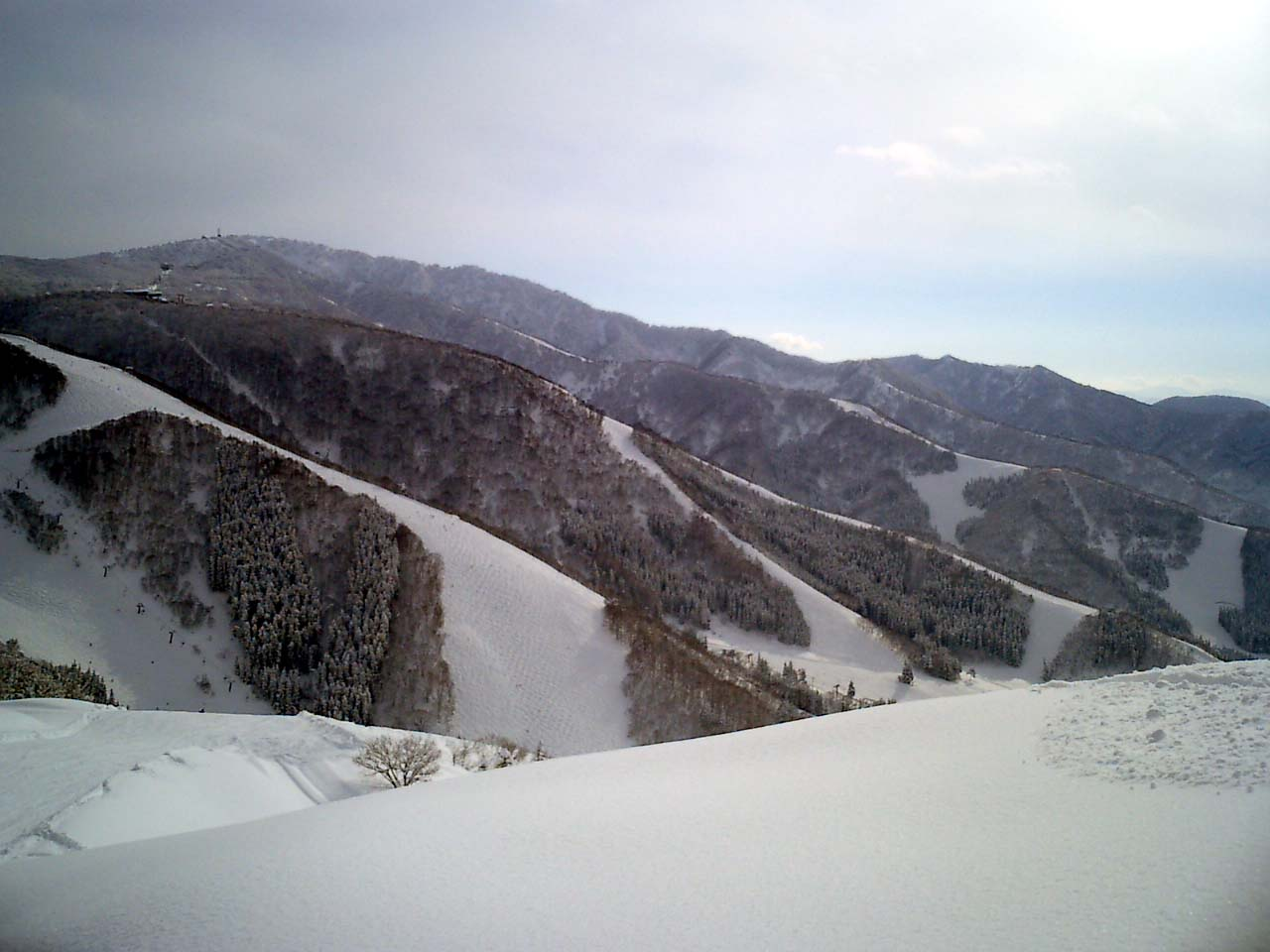
山頂を臨む

野沢温泉スキー場（のざわおんせんスキーじょう）は、長野県下高井郡野沢温泉村に位置するスキー場である。野沢温泉村が施設を保有し、指定管理者制度に基づき株式会社野沢温泉が管理・運営を行っている。また、地方公営企業法を全部適用した地方公営企業である。

## 概要
やまびこ→上の平→パラダイス→ビギナー林間→日影と続けて滑ると、滑走距離は日本のスキー場の中でも最長の10 kmになる。またトップ（やまびこ）から最下部（柄沢）までの標高差は1,085 mに達する。
かつては村の直営であったが、団体客を優先したために個人客を逃し、後に団体客も来場しなくなったことで来場者が減少し、かつウィンタースポーツ人口の減少に伴う経営難や行政改革により、2005年から村民出資の「株式会社野沢温泉」を指定管理者に指定し、経営が民間に移管された。なお、2016-2017シーズンの利用者数は民営化後としては初の40万人を突破した。
2010年12月1日より施行された野沢温泉村スキー場安全条例では、野沢温泉村が指定したコース・ゲレンデ以外において捜索救助を受けた者に対して捜索経費を支払わせることが明記されている。
一部の敷地は冬季期間中は通行止めとなっている長野県道502号奥志賀公園栄線を使用しており、積雪の量によっては雪に埋もれている道路標識が出現することがある。

## 歴史
- 1912年3月 - 野沢温泉にスキーが伝わる。後に日影にスキー場が移る[10]。
- 1923年 - 野沢温泉にスキークラブが誕生[10]
- 1925年 - 日影ゲレンデに初めてジャンプ台（飛距離は20m程度）が設置される[11]。
- 1928年 - 日影ゲレンデに50m級のジャンプ台が設置される[10]。
- 1950年秋 - 初めてスキーリフト（櫓は木造で、荷物を運ぶ鉱山の索道と大差ないもの）が設置される。国内の民間スキー場では草津温泉スキー場に次いで2番目の設置であった[12]。
- 1976年 - スキー資料館を建設[13]。同年秋の毛無山頂までのスキーリフト完成により、標高差約1,000m、26本のスキーリフトを持つ現在とほぼ同じ規模のスキー場となった。
- 1979年 - 長坂ゴンドラリフト（4人乗り）完成。
- 1984年 - 日影ゴンドラリフト（6人乗り）完成。
- 1990年 - 長坂ゴンドラリフトが12人乗りに架け替え。
- 1994年12月3日 - 遊ロード供用開始[14]。
- 2005年 - 管理・運営者を村直営から指定管理者へ移行
- 2016年 - 日影ペアリフトA線、B線が日影フォーリフトとして、4人乗りに架け替え。
- 2017年 - 2017-2018シーズンより、やまびこゲレンデからスカイラインへ滑り込める直通コースが新設。2017年夏から日影ゲレンデに空中に張ったワイヤーを滑り降りるジップラインが新設されたが、これはスキーシーズンにも利用できる（リフト券は別途料金が必要）。
- 2020年 - 2020-2021シーズンより、長坂ゴンドラリフトがやまびこエリアまでの直線ルートに架け替えられ、所要時間約8分・10人乗りとなった[15]。数年前までは「天然雪100%」を標榜していたが、近年の暖冬少雪傾向に対応するため、上ノ平ゲレンデ・やまびこゲレンデに人工降雪機が導入された。

## ゲレンデ
日影ゲレンデ（最大斜度20度）
スキー場発祥の地で、日本スキー博物館もここにある。1995年のインタースキー（世界スキー指導者会議）ではメイン会場になった。メインコースは広い緩斜面だが、長坂側に「日影のカベ」と呼ばれるコブ斜面がある。
日影ペアリフトA線B線が2016-2017シーズンより、日影フォーリフトに変更された。
シュナイダーコース（最大斜度32度）
大きめのコブがびっしりと並ぶ難斜面。
ユートピアゲレンデ（最大斜度32度）
シュナイダーの途中から分かれる急斜面。コブの深さと斜度はシュナイダーに劣らない。近年、圧雪されるようになった。
チャレンジコース（最大斜度39度）
シュナイダーと並行するコース。最大39度の上部を回避する迂回コースがある。
カンダハーコース（最大斜度28度）
FIS公認コースで、競技専用。一般来場者は入れないが、時々団体の予約が入っていないことがあり、その時だけ開放される。東コースと西コースがある。
パラダイスゲレンデ（最大斜度12度）
幅が広い初級者向けゲレンデ。横には飲食施設が並ぶ。
上の平ゲレンデ（最大斜度12度）
長い緩斜面で、スノーパークが設置されており、雪が多くなるとハーフパイプが設置される。
長坂ゲレンデ（最大斜度15度）
長坂ゴンドラ長坂駅周辺の高速クワッドリフトを備えた緩斜面。
湯の峰・水無ゲレンデ（最大斜度20度）
旧・長坂ゴンドラの中間駅周辺に広がる。2020-2021シーズンからはブナ林コースからアクセスする。ここからの下山は牛首、黒鞍コースを使わざるを得ないため、上級者コースとされており注意が必要。
牛首コース（最大斜度30度）
スキー場で最も難しいコース。急な上に幅が狭い。
柄沢ゲレンデ（最大斜度12度）
スキー場の外れにある緩斜面。スノーパークが設置されている。
やまびこゲレンデ（最大斜度33度）
スキー場の最上部にあり、また北向きのため雪質が良い。コースは中上級者向け。
ビギナー林間コース（最大斜度10度）
チャレンジ・シュナイダーを迂回する、初級者でもロングランが楽しめる緩やかなコース。
黒鞍コース
日影ゲレンデの上の二股に分かれて見える上級者コース。水無ゲレンデから下りられる。
小毛無コース (A/B)
スカイライン連絡ペア（長坂ゴンドラ山頂やまびこ駅からスカイラインコースへの連絡リフト）を利用する200 mほどの短いコース。2015-2016シーズンから、設置されたカメラにスマートフォンから指示して自分の滑りを自動撮影できる「ゲレロク」というシステムが小毛無Bコースでサービス開始された。
スカイラインコース（最大斜度32度）
全長3.5 km・標高差885 mを一気に滑り降りることができる。尾根を伝うコースなので眺望が良く、平均斜度25度でスピードが出やすい。ただし、営業終了が近づくと混雑する。また、コース幅はところどころ狭く、斜度の緩い箇所もある。以前はスカイライン連絡ペアに必ず乗る必要があり、混雑しやすくなっていたが、2017-2018シーズンから、やまびこゲレンデから直通での進入可能とする専用のコースが開設された。
グランプリコース（最大斜度35度）・ジャンピングコース（最大斜度37度）
スカイラインから分かれる上級者コース。
カモシカコース・タヌキコース
スカイライン途中からの柄沢ゲレンデへの連絡コース。
ウサギコース・はちまんコース
スカイライン終点からの柄沢ゲレンデへの連絡コース。
キツネコース
スカイライン終点からの長坂ゲレンデへの連絡コース。
向林コース
スカイライン終点からの野沢温泉シャンツェ（ジャンプ台）沿いのコース。以前はこのコースを降りるとトリプルリフトを備えた緩斜面の向林ゲレンデがあったが今はなく、柄沢連絡コースで柄沢へ向かうことになる。
南原クロスカントリーコース
周長5 kmおよび7.5 kmのクロスカントリーコースである。全日本スキー連盟に公認されており、国内公式競技会が行える。
上ノ平クロスカントリーコース
標高1,300 mのクロスカントリーコースである。標高が高いので雪が多く、南原コース滑走可能期間の前後に開設される。

## リフト
日影ゴンドラ
日影 - 上ノ平 2,274mを結ぶ6人乗りのゴンドラリフト。
長坂ゴンドラ
長坂 - やまびこ 3,129mを約8分で結ぶ、10人乗り（10人分のレザーシート・換気機能付き）のゴンドラリフト。耐用年数との兼ね合いもあり、2020年に架け替えられた（2020～2021シーズンから稼働）。新やまびこ駅は旧やまびこ駅より上部に設置され、やまびこ第2フォーリフトへの乗り継ぎが容易になった。旧やまびこ駅舎はレストハウスとして利用されている。架け替え前は定員12人の立ち乗り式ゴンドラを使用した、長坂 - 湯の峰 - やまびこ 3,515mを結ぶ、所要時間約20分のものだった。
やまびこフォー
やまびこゲレンデにある4人乗りフードつき高速リフト。長さ1,097m。ゲレンデでは最も奥に位置する。近年のパウダー人気と外国人客増加で、午前中は平日ですら混雑する。
やまびこ第2フォー
やまびこゲレンデにある4人乗り高速リフト。長さ732m。
スカイライン連絡ペア
長坂ゴンドラ終点からスカイラインコースに入るための、短い2人乗りリフト。
上ノ平フォー
上の平ゲレンデにある4人乗りフード付き高速リフト。長さ1,752m。
パラダイスフォー
パラダイスゲレンデにある4人乗り高速リフト。長さ934m。
湯の峰ペア
長坂ゴンドラ中間駅付近の湯の峰ゲレンデにある2人乗りリフト。長さ623m。2020-2021シーズンは営業していない。
水無トリプル
水無ゲレンデにある3人乗りリフト。長さ547m。2020-2021シーズンは営業していない。
チャレンジペア
チャレンジコース横の高速ペアリフト。下り乗車も可。平日は運休。長さ1,223m。
長坂ゴンドラ連絡ペア
柄沢ゲレンデから長坂方面へ移動するための2人乗りリフト。長さ431m。
柄沢ペア
柄沢ゲレンデにある2人乗り高速リフト。長さ1031m。2020-2021シーズンは営業していない。
長坂フォー
長坂ゲレンデにある4人乗り高速リフト。長さ664m。
長坂トリプル
長坂ゲレンデから日影方面に移動するための3人乗りリフト。長さ271m。
日影トリプル
日影のカベの横にある3人乗りリフト。日影から長坂方面への移動用としても利用できる。長さ200m。
日影フォー
日影ゲレンデの横にある4人乗り固定式リフト。2015-2016シーズンまでは日影第2ペア 2基（AB線）だったが、架け替えられた。乗り場が従来より低い地点に改良され、ユートピア方面からの滑り込みがしやすくなった。
ユートピアペア
ユートピアコースの横にある2人乗りリフト。平日は運休。長さ401m。
カンダハーペア
カンダハーコースの横にある2人乗りリフト。通常は運転されていない。長さ872m。
遊ロード
温泉街から日影ゲレンデを結ぶベルトコンベア式の動く歩道。リフト券は不要。

## 施設

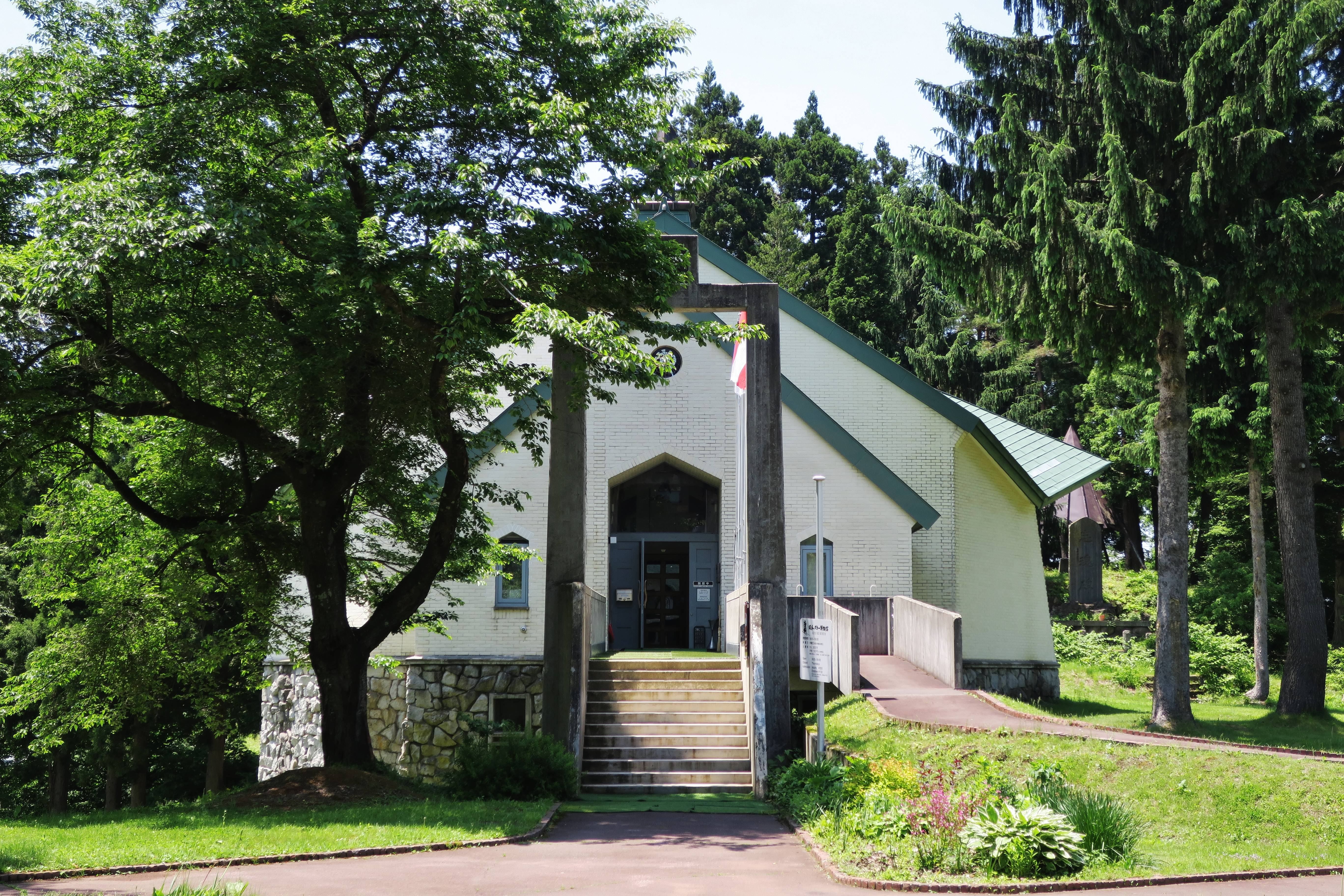
日本スキー博物館

- リフト：ゴンドラ2基、クワッド6基（うち高速5基）、トリプル3基、ペア7基、動く歩道「遊ロード」1基。
- 飲食施設：日影・長坂のベース付近や、パラダイスのゲレンデ横に多い。
- 駐車場（合計1,150台）：長坂に500台収容の日帰り専用第1駐車場がオープンしている。行きは長坂ゴンドラへ直行でき、帰りはスカイラインから滑り込める。ただし、土日祝日や年末年始等の繁忙日は有料である。
- 日本スキー博物館：日本のスキーの歴史について解説した博物館。姉妹都市であるサンクト・アントン村（オーストリア）に関する資料も展示している。

## アクセス
- 鉄道
  - JR東日本北陸新幹線・飯山線飯山駅より、のざわ温泉交通「野沢温泉ライナー」で約25分、もしくは長電バスで約40分。
    - 2015年3月14日における北陸新幹線の延伸に伴い、戸狩野沢温泉駅と結ぶ「湯の花ライナー（柏尾線）」は同年3月31日を最後に廃止された[17]。
- 自動車
  - 上信越自動車道豊田飯山ICから県道・国道117号経由で約20 km。
  - 関越自動車道塩沢石打ICから国道353号・117号経由で約70 km。